# Xylota ignava
Xylota ignava là một loài ruồi trong họ Ruồi giả ong (Syrphidae). Loài này được Panzer mô tả khoa học đầu tiên năm 1798. Xylota ignava phân bố ở vùng Cổ Bắc giới